# فهرست قنات‌های شهرستان خنداب
جدول زیر بر اساس آمار وزارت جهاد کشاورزیتهیه شده‌است. فهرست زیر قنات‌های شهرستان خنداب در استان مرکزی را نشان می‌دهد.
| نام قنات      | موقعیت                  | نزدیک‌ترین روستا | طول قنات (متر) | تعداد میله چاه | عمق مادر چاه | دبی (لیتر بر ثانیه) | سطح زیر کشت (هکتار) |
| ------------- | ----------------------- | --------------- | -------------- | -------------- | ------------ | ------------------- | ------------------- |
| استخربالا     | بخش مرکزی شهرستان خنداب | رازگردان        | ۰              | ۱۵             | ۰            | ۲۰                  | ۰                   |
| الاخ تپه      | بخش مرکزی شهرستان خنداب | رازگردان        | ۰              | ۶              | ۰            | ۵                   | ۶                   |
| بخت‌آباد       | بخش مرکزی شهرستان خنداب | قالیباف         | ۰              | ۳۵             | ۰            | ۵                   | ۰                   |
| حاجی‌آباد      | بخش مرکزی شهرستان خنداب | حاجی‌آباد        | ۰              | ۵۰             | ۰            | ۲٫۵                 | ۳۵                  |
| خیریه         | بخش مرکزی شهرستان خنداب | قالیباف         | ۰              | ۴۰             | ۰            | ۵                   | ۰                   |
| دارکبرو       | بخش مرکزی شهرستان خنداب | قالیباف         | ۰              | ۳۰             | ۰            | ۷٫۵                 | ۱۰                  |
| دوگل          | بخش مرکزی شهرستان خنداب | رازگردان        | ۰              | ۱۵             | ۰            | ۱۵                  | ۰                   |
| سه گل         | بخش مرکزی شهرستان خنداب | رازگردان        | ۰              | ۲              | ۰            | ۱۰                  | ۰                   |
| شله کهریز     | بخش مرکزی شهرستان خنداب | غبزچه           | ۰              | ۳۰             | ۰            | ۵۰                  | ۲۰                  |
| عباس‌آباد      | بخش مرکزی شهرستان خنداب | عباس‌آباد        | ۰              | ۳۰             | ۰            | ۱۰                  | ۱۰                  |
| عبدالکریم     | بخش مرکزی شهرستان خنداب | قشلاق عبدالکریم | ۰              | ۳۵             | ۰            | ۰                   | ۰                   |
| علی‌آباد       | بخش مرکزی شهرستان خنداب | قالیباف         | ۰              | ۳۰             | ۰            | ۲٫۵                 | ۱۰                  |
| قزل قلعه علیا | بخش مرکزی شهرستان خنداب | قزل قلعه        | ۰              | ۵۲             | ۰            | ۵                   | ۵۰                  |
| قنات ده       | بخش مرکزی شهرستان خنداب | قالیباف         | ۰              | ۳۵             | ۰            | ۱۰                  | ۱۰۰                 |
| قنات ده نو    | بخش مرکزی شهرستان خنداب | ده نو           | ۰              | ۷۵             | ۰            | ۴۰                  | ۳۰                  |
| چزان          | بخش مرکزی شهرستان خنداب | چزان            | ۰              | ۳۰             | ۰            | ۲۰                  | ۱۰                  |
| چشمه بالا     | بخش مرکزی شهرستان خنداب | رازگردان        | ۰              | ۱۵             | ۰            | ۲۰                  | ۰                   |
| چشمه جادو     | بخش مرکزی شهرستان خنداب | قالیباف         | ۰              | ۱۲             | ۰            | ۲٫۵                 | ۰                   |
| چشمه محمدعلی  | بخش مرکزی شهرستان خنداب | قالیباف         | ۰              | ۶              | ۰            | ۱٫۲۵                | ۱                   |
| چشمه پایین    | بخش مرکزی شهرستان خنداب | رازگردان        | ۰              | ۵              | ۰            | ۲۰                  | ۴                   |